# Säkerhetspolitiska rådet
"Frågor som berör säkerhetspolitik i vid bemärkelse

behöver hanteras på ett mer sammanhållet sätt,

både internationellt och nationellt."

— Statsminister Stefan Löfven, november 2014.
Det säkerhetspolitiska rådet på regeringskansliet inrättades 2014/2015 av regeringen Löfven I för att regelbundet kunna diskutera och samordna med berörda statsråd, samt informera dessa om, frågor som rör Sveriges säkerhet.

## Uppgift
Rådet inrättades för att regelbundet kunna diskutera en samordnad hantering av frågor som rör Sveriges säkerhet i bred bemärkelse som ett beredande och koordinerande organ mellan de statsråd som förväntas ha mest inblandning den typen av frågor och för att deltagarna skulle kunna informera sig så att ansvarigt statsråd kunde veta vad de kunde komma att behöva förbereda som regeringsbeslut. Statsminister Stefan Löfven nämnde 2015 det militära försvaret, miljöhot, terrorism och IT-säkerhet. Löfven betonade att rådet inte fastslog slutsatser som var [att betrakta som] regeringsbeslut. I rådet talade deltagarna inte om operativa frågor utan om strategiska.

## Organisation och historia
I rådet, som leddes av statsministern, ingick statsministern, vice statsministern, utrikesministern, försvarsministern och inrikesministern. Även andra statsråd och vissa statssekreterare samt företrädare för berörda myndigheter deltog vid behov. Statsministern sade att rådet sammanträdde i genomsnitt en gång i månaden.
Rådet inrättades som en åtgärd mot att Försvarsmakten rapporterat att en främmande miniubåt hade kränkt svenskt territorium.
Vid tiden för inrättandet fanns motsvarande råd redan i Norge, Finland, Danmark och Storbritannien.

## Rådets dokumentation
I en interpellation som debatterades den 3 mars 2015 efterlyste Hans Wallmark (M) möjlighet för riksdagen att granska och följa upp regeringens arbete i rådet. Han efterlyste mötesprotokoll och förteckning över vilka som hade deltagit på rådets möten.
Även Andreas Norlén (M) efterfrågade dokumentation och spårbarhet. Han noterade att konstitutionsutskottet vid flera tillfällen hade betonat betydelsen av att arbetet i regeringskansliet dokumenterades så att det i efterhand gick att följa upp. Han lyfte ett granskningsbetänkande från redan 2005/2006 rörande regeringen Perssons hantering av flodvågskatastrofen 2004 (samt ett betänkande från 2012/2013) där konstitutionsutskottet påpekade värdet av dokumentation även från möten av informell karaktär, dels för att det internt inte skulle uppstå osäkerhet om vad man kommit fram till men även för att i efterhand skulle kunna granska händelseförloppet.
Hillevi Larsson (S) sade att dokumentation inte var det viktigaste och att om ett reellt hot förekom så skulle riksdagen få veta det och det var den vanliga beslutsgången som gällde.
Statsminister Stefan Löfven (S) sade att rådet förde minnesanteckningar, att regeringen hade ett ansvar för att visa hur regeringens arbete hade gått till och att dokumentationen skulle ske på ett korrekt sätt.
I januari 2016 anmäldes Löfven till konstitutionsutskottet av Wallmark när oppositionen nekades att ta del av anteckningarna, men utskottet kom fram till att säkerhetspolitiska rådet inte hade någon skyldighet att dokumentera sina möten.
I samband med rapporteringen kring Transportstyrelsens IT-upphandling sommaren 2017 sade Wallmark att bristen på insyn i det säkerhetspolitiska rådet gjorde det svårt för allmänheten och oppositionen att granska regeringen. Den Moderate riksdagsmannen Jan Ericson begärde av regeringskansliet ut handlingar gällande säkerhetspolitiska rådet men fick svaret (även från regeringen) att några sådana handlingar ej existerade, vilket väckte frågor om det säkerhetspolitiska rådet någonsin hade existerat.
I november 2017 meddelade regeringen att "Det förs inte några protokoll vid rådets möten. Från och med hösten 2017 diarieförs dagordning och en tjänsteanteckning av vilken bland annat framgår vilka som deltog vid mötet."